# Monte Devesa
Monte Devesa era un lugar situado en la parroquia de Ángeles, del municipio de Brión, en la provincia de La Coruña, Galicia, España, que en el año 2002 fue suprimido al ser repartido entre los lugares de Alqueidón y O Tremo.

## Demografía
| Gráfica de evolución demográfica de Monte Devesa entre 2000 y 2003 |
|                                                                    |
| Datos según el nomenclátor publicado por el INE.                   |